# Слойд
Слойд — система навчальної ручної праці в загальноосвітніх школах (урок праці), спрямована на розвиток у дітей працьовитості і поваги до фізичної праці, а також на отримання початкових трудових навичок.
Вперше система слойд як окремий обов'язковий шкільний предмет вводиться фінським педагогом Уно Сігнеусом в народних школах Фінляндії на початку 1860 років. В основу методики Сігнеуса було покладено застосування учнями теоретичних знань на практиці. Використовувався підхід від простого до складного по наростаючому ступені майстерності, щоб дитина бачила результати своєї праці.